# Attagenus irroratus
Attagenus irroratus is een keversoort uit de familie spektorren (Dermestidae). De wetenschappelijke naam van de soort werd in 1903 gepubliceerd door Thomas Blackburn.